# Lygosoma koratense
Lygosoma koratense је гмизавац из реда Squamata и фамилије Scincidae.

## Угроженост
Подаци о распрострањености ове врсте су недовољни.

## Распрострањење
Тајланд је једино познато природно станиште врсте.

## Станиште
Врста Lygosoma koratense има станиште на копну.